# Dione Rissios
Dione Stephania Rissios Durán (* 16. Januar 1990) ist eine chilenische Fußballschiedsrichterin.
Seit 2016 steht sie auf der Liste der FIFA-Schiedsrichter und leitet internationale Fußballpartien.
Bei der Copa América 2018 in Chile leitete Rissios ein Gruppenspiel.
Zudem wurde Rissios bei der U-20-Weltmeisterschaft 2024 in Kolumbien als Schiedsrichterin eingesetzt.